# Oxyethira zeronia
Oxyethira zeronia är en nattsländeart som beskrevs av Ross 1941. Oxyethira zeronia ingår i släktet Oxyethira och familjen smånattsländor. Inga underarter finns listade i Catalogue of Life.